# 永田亀之助
永田 亀之助（ながた かめのすけ、明治23年7月30日- 昭和42年12月22日）は、日本の政治家。元山形県議会議員、元上山市議会議長。

## 来歴・人物
明治23年7月30日、東村山郡作谷沢村大字細谷吉田仙之助の四男として生まれる。作谷沢尋常小学校卒、柏倉西部高等小学校4年卒業。山形県立山形中学校（旧制中学校）に入学するも、病気のため中退。山形県立新庄中学校に入学し卒業。
大正元年に東京歯科医学専門学校を卒業し、歯科医籍登録。
大正2年10月、上山市の永田亀治の長女と結婚し養子縁組。子は三男三女、長男は後の上山市長永田亀昭。
大正2年に陸軍歩兵第三十二連隊に一年志願兵として入隊、陸軍少尉に任官、その後予備召集中尉に昇任。
大正14年から昭和22年まで上山町会議員を務める。昭和7年より上山小学校歯科医、昭和21年に山形県歯科医師会長に選任。
昭和6年9月25日に山形県会議員選挙に当選、昭和10年2月2日辞職。
昭和10年9月25日に山形県会議員に再選、昭和14年9月に満期退任。
昭和30年に上山市議会議員に当選。昭和32年に上山市議会議長に当選。
昭和37年9月に上山市長選挙に出馬するも、元上山町長の松本長兵衛と一騎打ちの末、落選する。（永田亀之助10,479票、松本長兵衛11,191票）
昭和42年12月22日に逝去、従五位勲四等を受章。